# شورتپه (همدان)
شور تپه مربوط به هزاره اول قبل از میلاد است و در شهرستان رزن، بخش مرکزی، دهستان خرقان، روستای جربانلو واقع شده و این اثر در تاریخ ۲۷ بهمن ۱۳۸۷ با شمارهٔ ثبت ۲۴۶۳۸ به‌عنوان یکی از آثار ملی ایران به ثبت رسیده است.